# حبش (هشترود)
حبش یک منطقهٔ مسکونی در ایران است که در دهستان نظرکهریزی واقع شده‌است. براساس سرشماری مرکز آمار ایران در سال ۱۳۹۵، حبش ۸۲ نفر جمعیت دارد.